# Papyrus 99
Papyrus 99 (nummering naar Gregory-Aland) of {\displaystyle {\mathfrak {P}}}99 is een oud Grieks handschrift van het Nieuwe Testament. Op grond van het schrifttype wordt gedacht dat het uit de 4e of 5e eeuw dateert.

## Beschrijving
Het handschrift is geschreven op Papyrus en bevat:
- Romeinen 1:1;
- 2 Korintiërs 1:3-6; 1:6-17; 1:20-24; 2:1-9; 2:9-5:13; 5:13-6,3; 6:3-8:13; 8:14-22; 9:2-11:8; 11:9-23; 11:26-13,11;
- Galaten 1:4-11; 1:18-2:4; 2:4-3:19; 3:19-4,9;
- Efeziërs 1:4-2:21; 1:22(?); 3:8-6:24.

## Tekst
De Griekse Tekst van de Codex vertegenwoordigt de Alexandrijnse tekst
Het handschrift wordt te zijner tijd bewaard in de Chester Beatty Library (als P. Chester B. Ac. 1499, fol 11–14) te Dublin.